# ゴジラvsデストロイア
『ゴジラvsデストロイア』（ゴジラたいデストロイア）は1995年（平成7年）12月9日に公開された日本映画で、「ゴジラシリーズ」の第22作である。カラー、ビスタビジョン、ドルビーステレオ。キャッチコピーは「ゴジラ死す」。略称は『VSデスト』『VSデストロイア』。監督は大河原孝夫、主演は辰巳琢郎。
観客動員数は400万人、配給収入は20億円で1996年の邦画配給収入第1位を記録した。また、前売り券がゴジラシリーズとしては初めて10万枚以上を売り上げた。

## 概要
ゴジラの死を描いた作品として公開された、平成VSシリーズの完結編。
1954年公開のシリーズ第1作『ゴジラ』へのオマージュ色が濃い内容となっており、第1作でゴジラを倒したオキシジェン・デストロイヤーの存在がフィーチャーされている。また、オキシジェン・デストロイヤーが生み出した怪獣であるデストロイアやオキシジェン・デストロイヤーの語り部として第1作のヒロインである山根恵美子が再登場し、回想シーンでも第1作の映像が使用されているほか、タイトルコールにも第1作のメインタイトルを引用するなどの演出が盛り込まれている。一方で、「ゴジラの死」が物語の中心となるため、人間ドラマは薄めとなっている。
本作品はシリーズ第1作から製作に携わっていた田中友幸の名前や「特技監督」がクレジットされる最後のゴジラ映画となったほか、音楽担当の伊福部昭・特技監督の川北紘一・ゴジラのスーツアクターの薩摩剣八郎などもシリーズ最後の参加となった。
主要襲撃地点は、香港、東京（品川、天王洲アイル、羽田空港、有明）。平成VSシリーズでは初めて日本国外の都市にゴジラが上陸した。ゴジラシリーズにおける品川駅周辺への怪獣襲来は、第1作以来であった。品川に隣接する天王洲は、当時バブル経済を背景にした再開発を経て、ウォータフロントのビジネス街として売出中の土地であった。羽田空港は、当時管制塔がリニューアルされたことから舞台に選ばれた。クライマックスの舞台となる有明・臨海副都心は、当時予定されていた世界都市博覧会が開催中止となったことから空き地が多く、本作品の内容にも影響をおよぼした。また、ゴジラは愛媛県の伊方発電所に接近したが寸前で阻止され、四国上陸は果たされなかった。
体内で核エネルギーが暴走しているゴジラには通常兵器による攻撃は核爆発を誘発する危険性が高いため、前2作のGフォースに代わり、冷凍系の兵器で武装した自衛隊が活躍した。スーパーXシリーズの兵器が、『ゴジラvsビオランテ』以来6年ぶりに復活した作品でもある。デストロイアにとどめを刺したのはゴジラではなく、スーパーXIII率いる自衛隊の冷凍兵器部隊である。
エンディングのスタッフロールの背景は第1作、およびそれまでに製作された平成VSシリーズ作品の映像が使われているほか、音楽は有名なゴジラのメインテーマを筆頭に据えた伊福部昭による「SF交響ファンタジー」をアレンジしたものになっており、その曲中にはシリーズ最高の動員を記録した『キングコング対ゴジラ』の音楽も含まれる。

## ストーリー
スペースゴジラとの戦いから1年後の1996年、バース島が消失し、ゴジラとリトルゴジラが姿を消す。その1か月後、香港に全身から蒸気を発して燃えるように赤く発光させたゴジラが出現し、九龍島の南端に上陸すると赤い熱線を吐きながら香港の町を破壊する。ゴジラの変化に対策するため、各分野の専門家を招集したGサミットが開かれる。バース島の消滅は、その地下に存在する高純度の天然ウランが熱水に反応した結果の爆発であり、その影響を受けて体内炉心が異常に発熱して核エネルギー反応が不安定になったゴジラは、いつ核爆発を起こしてもおかしくない状態であった。
ゴジラを研究する大学生の山根健吉は、Gサミットに招集される。最初は参加を渋る健吉であったが、ファンである超能力者の三枝未希がメンバーであることを知り、これを快諾する。健吉の姉であるニュースキャスターの山根ゆかりは、番組で伊集院研作が開発したミクロオキシゲンを取材するが、叔母の山根恵美子からかつてゴジラを葬ったオキシジェン・デストロイヤーについて聞かされる。健吉はゴジラを消滅させるためオキシジェン・デストロイヤーの使用を提案し、ゆかりを介して伊集院に制作を打診するが、伊集院は作るつもりはないことを告げる。
同じころ、青海トンネルの工事現場でトンネルマシンのシャフトや工事用パイプが溶解するトラブルが相次いで発生したほか、しながわ水族館では水槽の魚が突然水に食われるかのように白骨化する怪事件が起きる。その原因は、かつてオキシジェン・デストロイヤーを使用してゴジラを抹殺した際、海底の土壌に眠っていた古生代の微小生命体が無酸素環境下で古代の地層から復活し、異常進化を遂げた恐るべき生物・デストロイアであった。デストロイアは急速に巨大化し、人間大にまで成長して臨海副都心で警視庁の特殊部隊と交戦する。現地を取材していたゆかりもデストロイアの幼体に襲われるが、伊集院に危機を救われる。
そんな折、沖縄沖から北上していたゴジラは四国電力・伊方原子力発電所に向かうが、寸前でゴジラ迎撃のために出撃したスーパーXIIIの放った超低温レーザー光線によって動きを止め、カドミウム弾により、体内の核反応が抑制され始めた。これにより、6時間後に行動を再開したゴジラは核分裂が制御され、核爆発の危機は回避されたが、体内炉心温度は900度を超えるまでに上昇し、内部から溶け出したメルトダウン寸前の状態となっていた。
一夜明け、御前崎の海水浴場にゴジラに酷似した怪獣が出現する。それは、行方不明となっていたリトルが天然ウランの影響を受けて急成長した、ゴジラジュニアであった。バース島を失ったジュニアは、自らの故郷であるアドノア島へ帰ろうとしていたのだった。同じころ、伊集院の研究によりデストロイアに対し低温攻撃が有効と判明し、自衛隊による冷凍メーザー攻撃が行われるが、デストロイアは集合・合体し40メートルの成長体と化して破壊の限りを尽くす。
国連G対策センターは、もはやゴジラのメルトダウンを阻止するには、オキシジェン・デストロイヤーを内包するデストロイアをゴジラと戦わせるしかないと判断する。ゴジラとデストロイアを戦わせるため、ジュニアを囮としてゴジラをデストロイアに誘導させる作戦が提案される。未希と小沢芽留のテレパシーによりジュニアは誘導され、飛行形態に変化したデストロイアと天王州アイルで激突する。ジュニアの熱線により倒されたかにみえたデストロイアであったが、炎の中で完全体へと進化していた。
羽田空港でゴジラとジュニアは再会するが、ジュニアはデストロイアに倒されてしまう。ゴジラとデストロイアは羽田から臨海副都心にかけて激闘を繰り広げた末、デストロイアは自衛隊の冷凍兵器によって倒される。炉心温度が1,200度に達して体が融解し、メルトダウンを開始したゴジラが放射線を撒き散らして東京を死の街に変え、そしてその生命も尽きていった。しかし、その直後に放射線量が急激に低下し、たちこめる靄の中で死んだはずのジュニアが新たなゴジラに成長して姿を現し、咆哮をあげる姿をもって物語は幕を下ろす。

## 登場怪獣
ゴジラ

デストロイア

ゴジラジュニア

## 登場人物
※ここでは『東宝SF特撮映画シリーズVOL.10 ゴジラVSデストロイア』で「主な登場人物」として掲載されている人物のみを挙げる。
伊集院 研作（）
本作品の主人公。国立物理化学研究所所属の物理化学者。36歳。
酸素研究の過程で偶然ミクロオキシゲンを発見・発明し、国際物理学賞を受賞したことでマスコミから注目を集め始めている。芹沢博士に心酔しており、40年前にオキシジェン・デストロイヤーによって無酸素状態となった東京湾岸周辺の地質が先カンブリア紀の謎を解くヒントになると考え、トンネル工事事故調査の際、現場の土を密かに持ち帰った。ゆかりからはその行動が「悪魔の発明」の再来につながるのではないかと危惧されるが、自身は芹沢の遺志も強く尊重しており、「現代のエネルギー事情では悪魔の手すら必要を迫られるかも知れない」と苦悩を吐露しつつ、オキシジェン・デストロイヤーの再開発に対しては反対の立場を貫いている。中盤からはデストロイアに襲われたゆかりを捨て身で救い、さらにゴジラのメルトダウンやデストロイア撃退に冷凍兵器使用を提案するなど、肩書きにとどまらない活躍も見せた。
- 脚本を担当した大森一樹は、自身が離れていた『ゴジラvsメカゴジラ』および『ゴジラvsスペースゴジラ』で世界観が現実離れしたと感じ、現実に近いレベルに戻すため、現実的な科学者として伊集院を創作した。演じる辰巳琢郎は準備稿段階から意見を出しており、当初は見せ場がなかったが、ゆかりを助けに向かうシーンやヘリコプターに搭乗するシーンなどが追加された。
- 大森による設定シナリオでは、伊集院勝利という名で年齢も50歳となっていた。ゆかりにあたるニュースキャスターはその娘という設定で、勝利の父・芳雄は第2次世界大戦で日本初の原子炉を開発した人物とされ、伊集院家を中心とした物語となっていた。
- 特殊部隊の火器攻撃を中止させるために警告をした警官とのやりとりは第1作『ゴジラ』の山根博士のオマージュである。辰巳はそのことを知らず、監督の大河原孝夫からも特に説明はなかったといい、変に意識しないよう配慮されていたのかもしれないと述懐している。
- 衣装は、インテリのイメージからオーソドックスなトレッド系としており、辰巳は上着を着回していることから伊集院はファッションに無頓着であると解釈している。

山根 ゆかり（）
JBSのニュースキャスター。40年前のゴジラ出現の際に母と兄を喪い、山根家の養子となった大戸島の少年・新吉の娘。28歳。
歯に衣着せないストレートなスタイルを売りにしており、そのせいで自身の番組にゲスト出演していた伊集院の不興を買ってしまう。だが恵美子の依頼で、伊集院と個人的にコンタクトを取っていくこととなる。当初はミクロオキシゲンを楽観視する伊集院の言動に反発していたが、彼の誠実な内面を知るに従い、徐々に感情を変化させていく。臨海副都心でのデストロイア幼体群と特殊部隊の戦闘を生中継中、デストロイアの幼体に襲われるという壮絶な経験をするが、伊集院に救われる。その後も臨海副都心や報道ヘリから中継を続け、伊集院らとともに戦場に残された未希と芽留を救出した。愛車はエスクード・ノマド。
- 当初の設定では、ゆかりと健吉は姉弟ではなく別個に登場していたが、山根家の設定が盛り込まれた段階で姉弟となった。大森と製作の富山省吾は、河内桃子の出演にあたり第1作を見返したところ新吉の存在に思い至り、その血縁とすることを発想した。
- 演じる石野陽子は、キャスターという役柄から原稿を読むシーンでは感情を出してはならず、普段は使わない言葉遣いも多く苦労したことを語っている。それ以外のセリフでも、キャスターとして言うのか、ゆかりの気持ちで言うのか迷うことも多かったという。

山根 健吉（）
ゆかりの弟。応用物理学を専攻する東都大学の大学生。22歳。
ゴジラの独自研究を趣味としている青年だが、ゴジラの異常に関する卒業論文「ゴジラの体内構造に関する私的考察」が「不真面目」として認められず留年中。その論文をアメリカのGサミットに送ったところマービンの目に留まり、国友からオブザーバーとして協力を依頼される。当初は「研究はあくまでも趣味の域に留めたい」と固辞するが、実は未希の大ファンでもあり、彼女が参加していると知るとあっさり前言を翻してGサミットに加わるなどミーハーな面を持つ。未希と対面した際は消息不明のリトルを「死んだ」と推測し、彼女と意見をぶつけ合っている。後半では地球規模の危機に接する中、ゴジラのメルトダウンを阻止するにはゴジラをデストロイアと戦わせる以外にないと訴えた。
- 監督の大河原は健吉の人物像を「今っぽい若者」としており、演じる林泰文はそれを見た目の問題ではなくサバサバした考え方や切り替えの早さと解釈している。衣裳の多くは林の私服を用いている。
- 脚本では健吉の住居はマンションであったが、大河原はそれではつまらないと考え、老朽化したアパート住まいとすることで留年学生である健吉の生活感を演出している
- 大森は、健吉をゴジラの誕生以後に生まれた世代を象徴する主人公と位置づけており、ゴジラを核の象徴として以外の視点で見ているほか、生まれながらに核の恩恵を受けている世代として原子力との共存やオキシジェン・デストロイヤーの有効利用など科学の向上を前向きに捉える人物とすることで、人類の英知に期待を持たせることを本作品のテーマとしていた。一方で、大河原は健吉が伊集院と同じような受け答えをすることに抵抗があったといい、恵美子との対話でオキシジェン・デストロイヤーを使用するとはっきり言わせないことで健吉の逡巡を盛り込んでいる。

三枝 未希（）
平成VSシリーズの主要人物。超能力者でG対策センター・サイキックセンター主任を務める。24歳。
前作以後もバース島のゴジラとリトルの監視任務に就いていたため、最初にバース島消滅の事実を知ることとなる。本作品では超能力でジュニアの捜索を行うものの、見つけ出すことが出来ず、能力が低下しているのではないかと自信を失いかける一幕もあった。芽留との会話では、自らの心中を吐露する。不本意ながらも芽留とともにテレパシーでジュニアを誘導し、ゴジラの最期を見守った。
- 演じる小高恵美は、これまで監督や脚本家が変わるごとに未希のキャラクターも微妙に違ってしまいわからなくなることがあったが、本作品では未希が初登場した『vsビオランテ』の監督・脚本であった大森の脚本で終えられたことが嬉しかったと述べている。
- 設定では未希が健吉よりも年上であるが、実際の年齢では小高よりも林が上であるため、小高は自身が年下だという意識が出ないよう気をつけていたという。
- 前作では未希とGフォース隊員・新城功二との恋愛が描写されたが、本作品では触れられていない。小高は、関係が続いているという意識はなく、演技には出していないと述べている。

小沢 芽留（）
未希と同様の超能力者。Gサミット・アメリカ情報官。20歳。
アメリカのESP研究所で能力開発訓練を受けた後、恐竜化石の発掘やゴジラの調査チームなどへの参加を経てGサミットに加わった。未希と同様に、基本的にはゴジラとジュニアを案じているが、ゴジラのメルトダウンを避けて地球全体を救うためにジュニアを囮にしようと提案するなど合理主義者でドライな一面も持ち、未希と比べると自身の超能力を疎ましく思っており、また健吉の意見に賛同した。
- シリーズの終了に伴い三枝未希役の小高も卒業となるため、その代替わりとなるキャラクターとして、富山の案により創作された。大森は、脚本執筆時には本当にシリーズが終了するとは考えておらず、次作品にも登場させるつもりでいたという。準備稿では、未希の「私の役目は終わった」というセリフに対して芽留が「終わってない」と返す描写もあったがカットされた。
- 髪型は大河原からの要望によるもので、根本から細かいウェーブをかけている。演じる大沢さやかは、髪型を変えたことで新しい自分になれたと感じ、ワイルドになった気がしていたと述べている。また、大沢は役作りにあたって、大河原から未希に引っ張られて同化しないよう注意を受けたという。
- 一部書籍などでは『ゴジラvsメカゴジラ』に登場した精神開発センターの女性職員と同一人物ではないかという言及があるが、本編中では未希に対して自らの過去の経歴を語るなど、本作品まで面識がなかったことをうかがわせる演出も見られる。

速見 惣一郎（）
テレビ局『ニュース・ジャーナル』のディレクター。45歳。ゆかりの同僚。序盤に登場し、テレビでミクロオキシゲンの危険性を感じた恵美子からの伝言をゆかりに伝える。

南条（）
テレビ局カメラマン。ゆかりの同僚で、ゆかりと共に怪獣たちの死闘を中継した。

上田（）
内閣調査室室長。Gサミットの参加メンバー。

岡崎（）
陸上自衛隊陸佐。特殊武器科部隊所属の指揮官。

村田（）
陸上自衛隊陸佐。化学科部隊所属の指揮官。クリーンセンターでのデストロイア攻撃臨時司令部に参加。

田山 孝夫（）
しながわ水族館警備員。深夜の見回り中にデストロイアの微小体によって展示用の魚が溶解する現場に遭遇し「水が魚を食ってる!」と驚愕して熱を出す。翌日、その監視カメラ映像を伊集院たちが検証する場に氷嚢を額に乗せながら立ち会った。
- 演じる上田耕一は前2作品でGフォース中佐の兵藤巌役として出演していたが、本作品では『ゴジラvsモスラ』以来の別人役として出演した。大河原によれば、脚本が前作のGフォースの設定を引き継いでいなかったため幹部の出番がなかったが、上田に出演してもらいたかったため警備員役で起用したという。撮影時には名前が設定されておらず、上田はムックのインタビューで「（Gフォースの兵藤が）モゲラの失敗でクビになったのでは？」という質問も受けている。氷嚢は大河原のアイデアで用意された。
- 田山の名は、前作でGフォース副司令の名前として予定されていたものであった。

黒木 翔（）
防衛庁特殊戦略作戦室室長、特佐。32歳。
核爆発およびメルトダウンの危険性があるゴジラに対してスーパーXIIIの出動が決定したため、自ら指揮官として搭乗し、6年ぶりにゴジラ攻撃の指揮を執ることとなる。
- 大森によれば、「来年度の予算はゼロだな」というセリフについて製作の田中友幸から防衛庁への配慮からカットするよう指示されたが、その後に「来年度があればだが」と続けることで残すことができたという。

山根 恵美子（）
山根恭平博士（故人）の娘で、ゆかりと健吉の伯母。62歳。
前半に登場し、ミクロオキシゲンにオキシジェン・デストロイヤーの危険性を重ね、さらに地球全体の危機をゴジラの核爆発から救うためにオキシジェン・デストロイヤーを使おうと提案する健吉に反対した。第1作『ゴジラ』で恋人だった尾形秀人とは結婚しておらず、独身である。
- 独身である理由について劇中では触れていないが、演じる河内桃子は「恵美子は命をかけてオキシジェン・デストロイヤーの秘密を守った芹沢博士の死に打たれて、結婚せず山根博士と花を作りながらひっそりと生きてきたんです」と語っている。大森は、初期プロット『ゴジラVSゴジラ』で尾形と恵美子の子供を登場させていたが、尾形と恵美子が結婚したことにしてしまうのはオリジナルをいじることになってしまうと考え、その点には触れず養子となった新吉の子供を登場させることとした。大河原は、第1作を観ている観客にとって比較的納得しやすいかたちに落ち着いたのではないかと語っている。
- 劇中での和装は、大河原からの提案によるもので、河内は洋館にあった洋服姿をイメージしていたという。

麻生 孝昭（）
Gフォース司令官。大佐。47歳。本作品では対ゴジラ作戦の主体が自衛隊に移ったことから直接の戦闘指揮には関与せず、情報分析や防災などの対応に留まっているが、ゴジラ対策への熱意は失っていない。タカ派然とした立ち振る舞いだった前2作とは異なり、戦闘エリアで孤立した未希と芽留の救出を率先して指示するなど、ヒューマニズム豊かな一面も垣間見せている。

後藤（）
陸上自衛隊陸将。臨海副都心・クリーンセンターに集結した冷凍レーザータンク部隊を指揮し、デストロイア攻撃に臨む。
- 演じる神山繁は東宝映画では海軍軍人の役が多く、僅かな登場でありながら陸自の将校役を演じた本作品は特に印象に残っているという。

国友 満（）
国連G対策センター長官、Gサミット委員長。54歳。
興味深い意見を持つ者と感じれば、民間人でもゴジラ対策のメンバーに招き入れる柔軟さを持ち、健吉に協力を依頼する際も自ら自宅へ赴く。東京の真ん中でゴジラとデストロイアを戦わせようという健吉の案には当初反対するが、地球全体の危機を考慮し了承した。

## 登場兵器・メカニック

### 架空
- スーパーXIII
- 95式冷凍レーザータンク
- 92式メーサー戦車改
- 93式自走高射メーサー砲改
- レーダー車輌[97]

### 実在
自衛隊
- 90式戦車[出典 45]
- 74式戦車[出典 46]
- 89式装甲戦闘車[出典 47]
- 87式偵察警戒車[97][102]
- 82式指揮通信車[出典 48]
- 73式装甲車[103][102]
- 74式特大型トラック
- 高機動車[出典 49]
- 88式地対艦誘導弾
- 81式短距離地対空誘導弾
- はつゆき型護衛艦「しらゆき」[出典 50]
- はるしお型潜水艦「なつしお」（名称のみ）
- ゆうしお型潜水艦「あきしお」（名称のみ）
- AH-1[111]
- AH-64A[98]
- UH-1H多用途ヘリコプター[97][112][102]
- HSS-2B哨戒ヘリコプター
- 64式7.62mm小銃
- M16自動小銃

警察
- 大型輸送車
- マツダ・プロシードマービー[102]（特殊部隊カー[98]）
- パトロールカー[110]
- M72 LAW対戦車ロケット弾[102]
- M16A3自動小銃[102]
- UZI短機関銃[102]
- フランキ・スパス12散弾銃
- レミントンM31散弾銃
- ベレッタ 92F自動拳銃[102]
- ニューナンブM60回転式拳銃
- M67破片手榴弾[102]
- 特殊部隊火炎放射器[98][102]
- ガス筒発射器（催涙ガス筒）

Gフォース
- P-3C対潜哨戒機[113][102]
- ヒューズ 369E[102]（OH-6D[100]、Gフォースヘリ[98]）

民間
- AS350エキュレイユ[114][102]
- モデルナ号[102]

## 設定
国連G対策センター

Gサミット
具体的な概要は、前作『ゴジラvsスペースゴジラ』のG対策協議会とほぼ同じだが、議長をG対策センターの新長官・国友が務めている。また、インターネットによるテレビ電話で海外にいるメンバーとも連絡を取りながら情報交換も行っている。
- Gサミット会議室は、幕張メッセの国際会議場を用いている。三方の壁は既存の物を流用しているが、本編美術を手掛けた鈴木儀雄はGフォース司令室の次に予算がかかったと述べている。

Gフォース

国立物理化学研究所
伊集院が勤務している研究機関。監視カメラの映像から写った対象の立体構造をCGで生成する「3Dスキャンシステム」などの超高性能技術を誇る設備を持つ。ここでミクロオキシゲンとデストロイアに関する解析・実験各種が行われる。
- 外観は横浜市のテクノウェイブ100で撮影された。

ミクロオキシゲン
伊集院が生成し研究開発を行った酸素原子を微小化した化合物で、魚の巨大化や酸素ボンベの小型化を可能とするほか、酸素の性質と生物の成長促進性を有する。
反面、その分子の細かさから、物体を形作る原子の隙間に侵入し破壊を起こす性質があるなど、兵器としての利用価値も秘めている。零下183.2度で液化し、それらの性質を喪失する。
これをより大きく拡張したものがオキシジェン・デストロイヤーであり、恵美子はオキシジェン・デストロイヤーがミクロオキシゲンの延長線上にあることを危惧していた。
伊集院はこの発明がエネルギー・食糧問題を大きく改善することに寄与すると考えており、オキシジェン・デストロイヤーに到達寸前のところまで研究開発したと語っている。しかし、そこからオキシジェン・デストロイヤーに至るまでは容易でないとも断言している。
- 当初の脚本では、伊集院がミクロオキシゲンを研究していたのはオゾン層を修復するためとされていたが、説明が長くなるためカットされた。プロデューサーの富山は、この点が大切であったと最後まで主張していたという。

JBS
ゆかりや速水、南条らが勤めているテレビ局。
- テレビ局内のシーンはレモンスタジオで撮影された。

ニュース・ジャーナル
ゆかりがメインキャスターを務める夕方の情報番組。この番組の1コーナーで伊集院をゲストに招き、ミクロオキシゲンを取り上げた。

SUMP（）
Special Unit of Metropolitan Policeの略で、警視庁の特殊部隊。部隊内での各班の隊員は「シグマ7（セブン）」や「オメガ3（スリー）」といったギリシア文字と数字を組み合わせたコードネームを持ち、灰色の突入服とタクティカルベスト、ヘルメットを着用。拳銃・小銃・機関銃・手榴弾の他に、火炎放射器・無反動砲といった数多くの銃火器で武装している。
謎の生物（デストロイア幼体群）目撃の通報を受けて臨海副都心に専用車両8台で出動。幼体群が立て籠もったプレミアムビルの地下搬入口と正面西玄関から突入し、直後に遭遇した幼体群と一進一退の激しい戦闘を繰り広げ、数人の犠牲者を出しながらも連携のとれた行動力で事態を収束へ導いた。
- ヘルメットは、バイク用のものを塗装している。

## キャスト
- 伊集院研作[出典 51]：辰巳琢郎
- 山根ゆかり[出典 52]：石野陽子
- 山根健吉[出典 53]：林泰文
- 三枝未希[出典 54]：小高恵美
- 小沢芽留[出典 55]：大沢さやか
- 速水[出典 56]（速水惣一郎[出典 57]）[注釈 12]：村田雄浩
- 南条[出典 58]：斉藤暁
- 上田内閣調査室長[出典 59]：平泉成
- 岡崎陸佐[出典 60]：藤巻潤
- 村田陸佐[出典 61]：小野武彦
- 田山孝夫[出典 62][注釈 13]：上田耕一
- 中村[出典 63]：二瓶鮫一
- 野村[出典 64]：荻原賢三
- 有明海底トンネル現場主任[出典 65]（現場主任[56]）：菅原大吉
- 有明海底トンネル班長[出典 66]（現場班長[56]）：中沢青六
- スーパーXIIIパイロット[出典 67]（パイロット[56]）：青島健介
- スーパーXIIIナビゲーター[出典 68]（ナビゲーター[56]）：川崎博司
- Gフォース司令室要員[出典 69]（司令室要員[56]）：鳥木元博
- Gフォース司令室要員[出典 70]（司令室要員[56]）：桜井勝、細野哲弘
- マービン教授[116][118]：ロナルド・ヘアー
- KA1079便操縦士[出典 70]：ジョン・ギャロック
- KA1079便副操縦士[出典 70]：方洛奇
- 啓徳国際空港管制官[出典 70]（啓徳空港管制官[56]）：張紹興
- 放射能科学者[出典 70]：岡田和子
- 国家公安委員[出典 71]：小寺大介
- 科学技術庁原子力局長[出典 70]：秋元榮治郎
- 防衛局長[出典 70]：坂井義雄
- 防衛庁職員[6][注釈 14]：名倉得二
- 国土庁防災局長[出典 70]：笠原鉄郎
- 環境庁大気保全局長[出典 70]：井上千恵子
- 地球環境学者[出典 72]：ヒサクニヒコ
- JBSテレビのAD[129]（テレビ局AD[140]、AD[56]）：脇浜紀子
- 伊集院研究室助手[出典 73]（助手、助手A[56]）：村上順子[注釈 15]
- 伊集院研究室助手[出典 74]（助手、助手A[56]）：結城豊弘[注釈 15]
- 衛星通信情報センター所員[21][129][注釈 16]：シェリー・スゥエニー
- レポーター[出典 70]：三井三太郎
- レポーター[出典 75]：植村なおみ
- 警察責任者[出典 70]：菅野達也
- 警官[出典 76]：佐藤太三夫
- しながわ水族館職員[21][129][注釈 17]：木下徳和
- Gフォース通信士[出典 70]（司令室通信士[56]）：安食剛、坂間健司
- 警官[6][56][注釈 18]：江連健司
- 特殊部隊隊員[出典 70]：森岡隆見、清水進一、高市好幸、遠藤晃生、鎌田栄治、小田島隆、増島剛之、中村美睦、小林靖永、中川弘、石川秀昭、藤田亮、木下隆康、吾妻丈、河合伸之、狩野宗城、梶田圭介、中川雄介、越智賢治
- 特殊部隊隊員[出典 77]：辻井啓嗣
- 臨時司令部隊員[出典 78]（陸自臨時司令部隊員[56]）：二反田雅澄
- メーサータンク隊員[21]（冷凍レーザー車隊長[129][56]）：石川実
- 黒木特佐[出典 79][注釈 19]：髙嶋政宏
- 山根恵美子[出典 81]：河内桃子
- 麻生孝昭[出典 82][注釈 20]：中尾彬
- 後藤陸将[出典 83]：神山繁
- 国友満[出典 84]：篠田三郎
- 予告編ナレーター：小林清志[144]（ノンクレジット）

## スタッフ
- 製作 - 田中友幸、富山省吾
- 脚本 - 大森一樹
- 音楽監督 - 伊福部昭
- 撮影 - 関口芳則
- 照明 - 望月英樹
- 美術 - 鈴木儀雄
- 録音 - 宮内一男
- 音響効果 - 佐々木英世（東洋音響）、浅梨なおこ
- 編集 - 長田千鶴子
- 助監督 - 三好邦夫
- 技斗 - 宇仁貫三
- 製作担当者 - 前田光治
- アソシエイトプロデューサー - 鈴木律子
- 監督助手：米田興弘、兼重淳、島田充、岡元洋、熊澤誓人
- 撮影助手：山口季幸、清久素延、沖岳史
- 録音助手：渡辺宸彬、平良栄章、久野貴司
- 照明助手：蝶谷幸士、瀬尾伸幸、川井稔、横道将昭、川越和見、加藤桂史、小笠原篤志
- 照明機材：山崎惣一郎
- 特殊機械：三輪野勇、宮川光男、高須道春
- 特殊操演：鳴海聡、船橋誠
- デストロイア製作：倉橋正幸、宗理起也、山岡英則、上田滋祥、丸哲章
- 美術助手：清水剛、藤原和彦、佐藤あかね
- 美術装置：川口茂
- 組付：西田忠光
- 装飾小道具：多胡啓一、遠藤雄一郎、山内康裕
- 電飾：稲畑秀男、河原正高
- 衣裳コーディネイト：出川淳子
- 衣裳：斉藤育子
- ヘアー・メイク：梅沢文子、佐々木精一
- 擬斗：宇仁貫三
- スチール：石月美徳
- スクリプター：石山久美子
- 編集助手：佐藤康雄、利光英樹
- ネガ編集：大坪隆介
- 音楽プロデューサー：岩瀬政雄、森岡孝夫
- 音楽ミキサー：大野映彦
- 音響効果：佐々木英世、小川広美、岡瀬晶彦、浅梨なおこ、佐々木竜彦
- 調音エンジニア：多良政司
- 俳優係：城戸史朗
- 製作係：福塚孝哉、竹信誠司、川田尚広
- 特殊技術
  - 撮影 - 江口憲一、大根田俊光
  - 美術 - 大澤哲三
  - 照明 - 斉藤薫
  - 特殊効果 - 渡辺忠昭
  - 造型 - 小林知己、若狭新一
  - 操演 - 三橋和夫
  - 助監督 - 鈴木健二
  - 製作担当者 - 篠田啓助、小島太郎
  - 監督助手：近藤孔明、中野陽介、神戸明
  - 撮影助手：大川藤雄、泉敏明、金本栄二、的場光生、江崎朋生、川北豊
  - 照明助手：伊藤保、関野高弘、佐藤武、加藤賢也、鹿毛剛、熊谷寛和
  - 照明機材：二見弘行
  - 美術助手：高橋勲、春日佳行、林谷和志、荒川友美子、岩満薫
  - 操演助手：辻川明宏、辻敦、秀平良忠、黒瀬匡、白石雅彦
  - 特殊機械：芳賀真人
  - 特効助手：久米攻、岩田安司、宇田川幸夫、中條勝美、橋本一輝、綿引一也
  - ゴジラ・ゴジラジュニア造型：小林知己、小林勉、贅田直樹、野本秀樹、長竹洋二、渡辺勉、西知子、萩井俊士、酒井ゆうじ
  - デストロイア造型：若狭新一、伊藤成昭、山田陽、八木将勝、横山拓史、八木文彦、江久保暢宏
  - メカ造型：小川正晴、金牧靖志、清水浩代
  - 背景：小島耕司
  - 美術製作：野村安雄
  - 組付：小笠原禎
  - 編集：東島左枝、伊藤伸行
  - ネガ編集：大朝和代
  - スクリプター：兼重由美
  - スチール：中尾孝
  - 製作係：平原大志
  - デザインワークス：吉田穣、西川伸司、今井聡、岡本英郎、岡秀樹
  - ゴジラ[出典 85][注釈 21] - 薩摩剣八郎
  - デストロイアII[出典 86] - 播谷亮
  - デストロイア[出典 86] - 柳田英一
  - ゴジラジュニア[出典 87][注釈 22] - 破李拳竜
- 特殊視覚効果
  - プロデューサー：小川利弘、小野寺浩、大屋哲男、鈴木昭男
  - スーパーバイザー：木下良仁、泉谷修、原田睦弘
  - デジタルエフェクト：藤下忠男、川端孝、道木伸隆、石川智太郎、前田哲生、平嶌智子
  - CGスーパーバイザー：内海邦男、市野晃、北条則明
  - CGデザイナー：野村礼、飯田正行、田中敦彦、荒木史生
  - コンピュータグラフィックス：丹羽学、野島慶太、金山泰光、鈴木孝治、高山滋史、井上一郎、柳沢典子、山崎晴康
  - オプチカルエフェクト：岸本義幸、松浦正春、中村信夫、五十嵐敬二、山路宏武、吉村好雄、佐々木篤志、小渕晃央、佐藤高典、佐藤元、新城孝
  - アニメーションエフェクト：吉澤一久、山本英文、飯塚定雄、西山明宏、山口拓政、沖満、上田茂、川尻健太郎
  - フォトグラフィックエフェクト：内田剛史、金井圭一、杉木信章、三輪智章、松岡勇二
  - マットアーティスト：木村俊孝、関田さゆり、辻野南
  - ロトスコープ：足立亨、竹内秀樹
  - タイミング：岩田卂夫
- 協力 - 防衛庁、東京都港湾局、東海大学情報技術センター
- 協賛 - Apple Computer、エースヘリコプター、カテナ、タビックスジャパン、SONY
- 制作協力 - 東宝映像美術、東宝サウンドスタジオ、東宝ミュージック、東京現像所、東宝スタジオ
- 特技監督 - 川北紘一
- 監督 - 大河原孝夫
- 東宝映画作品
- 配給 - 東宝

## 制作

### 企画から製作までの経緯
以前より製作が発表されながらも延期となっていたハリウッド版『GODZILLA』が1997年に公開される見通しが立ったことから、平成ゴジラシリーズ最終作として製作された。
特報では『ゴジラ7』の仮タイトルで発表された。当初の仮タイトルは『ゴジラ死す』で、特技監督の川北紘一はそれまでの『ゴジラVS○○』という命名法から脱却し、この作品をシリーズ最終作とする意気込みを体現するつもりであった。しかし、東宝側からはシリーズの流れで制作するため従来同様の『ゴジラVS◯◯』とすることが求められた。最終的に「ゴジラ死す」はキャッチコピーとして採用され、ポスターによってはタイトルよりも大きく表示されたものもある。
ゴジラを死なせるという物語としたことについて川北は、対決ものが続いたことでドラマ作りが難しいところに差し掛かっていると考え、ゴジラという強大なキャラクターと人間側との密接なドラマを構築するため発想したという。前作『ゴジラvsスペースゴジラ』（1994年）において、ベビーゴジラをリトルゴジラに変異させ、リトルからジュニア、そして新生ゴジラという流れを構想し、世代交代をゴジラの死と同時に描くことによって、「ゴジラ」というブランドの継続性を担保しつつ、前面に「ゴジラ死す」というショッキングなテーマを押し出そうというものである。また、超兵器によるゴジラとの戦いも人間側のドラマが介在する余地がなくなってしまうため、人間の英知をドラマに盛り込みSF映画としての原点に回帰することも意図している。
プロデューサーの富山省吾は「ゴジラシリーズ」を1冊の本としてイメージし、まず第1作『ゴジラ』を表紙と捉え、そこから紡がれた物語世界の最後となるような、本の裏表紙になりえる作品を想起しており、『ゴジラ』の裏世界やバックワールドというイメージから、初代ゴジラのゴーストという発想を提案する。しかし、前作のスペースゴジラと前々作のメカゴジラとゴジラを冠する怪獣が続いていたうえ、実体のないものに感情移入はしにくいのではないかということで不採用となった。また、川北はビジュアル面でも難しい面が多かったと述べている。
ゴジラのメルトダウンと、デストロイアに相当する新怪獣「バルバロイ」が登場する企画は、川北組助監督の岡秀樹が手掛けたものである。川北側ではゴーストゴジラ案が没案となったことを受け、それなら「ゴジラを死なせる」ことに重点を置き、唯一ゴジラを葬り去った兵器「オキシジェン・デストロイヤー」でも死ななかった最強の生物・デストロイアと戦わせるというプロットが生まれたという。
富山と川北は「ゴジラの死」をゴジラの生みの親に承諾を得るためプロデューサーの田中友幸のもとを訪ね、田中はゴジラを死なせることに反対したが、富山に対して「次につながる死に方」と「大スターにふさわしい死に方」を条件に、また復活することを前提に川北の提案した方向性を了承し、「ゴジラ死す」という企画が認められた。このため、公開当時のパンフレット冒頭にある田中の挨拶文には「またゴジラは必ずスクリーンに帰ってきます」との言葉が記されている。このインタビュー記事で川北は、『ゴジラvsスペースゴジラ』でゴジラを死なせた方がいいと考えていたことも明かしている。書籍『ゴジラ・デイズ』では、同年に公開された『ガメラ 大怪獣空中決戦』がヒットしたことも本作品に影響を及ぼしていると評しているが、富山は『ガメラ』がライバルだという意識はなく、それぞれの作り手がそれぞれの面白さを引き出すことで観客に喜んでもらうことが重要であり、今まで作ったものを否定する必要はないと語っている。また、後年のインタビューでもゴジラが1人で頑張っているところに隣へ来てくれたことが嬉しかったと述べている。なお、本作品のポスターが初めて掲げられたのは1995年3月11日の東宝本社であり、同日は『ガメラ』公開初日であったため同所の劇場でも同作品の観客が朝から行列していた。
『ゴジラvsビオランテ』から『ゴジラvsモスラ』まで監督や脚本に参加していたがそれ以降はシリーズに関わらなかった大森は、ゴジラで描けることがある限りは参加すると表明しており、今回は川北と監督の大河原孝夫に口説かれ、ゴジラの死を描くことに賛同して再参加を決めた。富山は、ゴジラの死を描くにあたりゴジラを一番理解しているスタッフでやるのが良いという考えであったといい、興行的には平成VSシリーズ最大のヒット作であった『vsモスラ』と同じスタッフにするという意図もあったとしている。プロットのやり取りは、大森が海外に滞在中でもFAXによって続けられた。大森は執筆中に阪神・淡路大震災に被災したが、脚本への影響は特になかったと述べている。
第1作への原点回帰として、人類側の組織はGフォースではなく自衛隊が中心となっている。Gフォースは大森がシリーズを離れていた時期に登場した組織であるため、大森は当初自衛隊のみ進めるつもりでいたが、Gフォースが初登場した『ゴジラvsメカゴジラ』の監督であった大河原が要望しこちらも登場することとなった。自衛隊による撮影協力も行われ、90式戦車などの実物が撮影に用いられた。
震災により大きな被害が出ていたことから、都市を破壊する映画である本作品の製作中止も危ぶまれたが、富山は正月映画としてゴジラを提供し観客に楽しんでもらうことがプラスになると考え製作に踏み切ったと述べている。準備稿段階では、執筆時点では開催予定であった世界都市博覧会の描写も存在した。
大森は準備稿まで執筆し、それに大河原が手を加えるかたちで決定稿となった。大森は執筆を終えた段階で撮影時に変更を加えることを想定していたといい、実際に大森が手掛けた脚本の中で最も撮影現場での変更が多い作品となった。デストロイアがゴジラジュニアを掴んで移動するシーンやゴジラとジュニアの邂逅などは特撮の現場で追加されたものである。大森は、変更によりわかりにくくなった部分もあるが、大河原の作風が爆発していると評している。
田中によれば、ゴジラの死が発表された後には熱心なファンからゴジラの助命を嘆願する声もあったという。特に大阪では、複数の特撮ファンクラブによる大規模な署名活動が行われた。
本編美術は、『ゴジラvsキングギドラ』（1991年）以来担当してきた酒井賢に替わり、第1作『ゴジラ』に造形助手として参加し、大河原の監督デビュー作『超少女REIKO』（1991年）の美術も手掛けた鈴木儀雄が務めた。

### 内容の変遷
企画書『ゴジラVSゴーストゴジラ』
富山により執筆された企画書。制作時期は不明。
初代ゴジラの残存生体エネルギーが40年の間に徐々に結集し、幽霊のような「ゴーストゴジラ」として出現し、リトルゴジラの肉体を乗っ取ってゴジラと戦い、ゴジラは倒されるが、ゴーストゴジラはジュニアによって倒される、というものだった。

プロット『ゴジラVSゴジラ』ストーリー案A
富山の依頼を受け、大森が執筆したプロット。ゴジラの骨が発見されたことをきっかけに出現したオーロラゴジラがリトルに取りつき、狂暴化してゴジラに倒されるが、ネオオキシゲンデストロイヤーによってゴジラも最期を迎える。だが、リトルから分離した光はガラスの彫像のようなクリスタルゴジラとして再度活動を開始し、三枝未希が注入したプルトニウムによりリトルも復活し、これに立ち向かうという展開であった。
登場人物の1人として、第1作に登場する尾形秀人と山根恵美子の息子である物理学者の尾形秀樹が存在した。
プロットには登場しないが、デザイナーの西川伸司によりゲスト怪獣としてアンギラスの登場が提案されており、デザイン画も描かれていた。

ゴジラ7企画書『ゴジラVSバルバロイ』
特撮班監督助手の岡ひできによる企画書および脚本。上記案とは別に岡が独自に執筆したものである。岡の友人で前作でも絵コンテを手掛けた神菊薫による各種デザイン案も描かれた。提出は1994年12月23日。
スーパーXIIIはGフォース所属で轟天号の名を冠しており、麻生司令が乗り込んで出撃するという展開であった。さらに人類の最終兵器としてネオ・オキシジェン・デストロイヤーが登場しているが、岡はゴジラを殺すためにオキシジェンデストロイヤーを登場させることに難色を示し、怪獣の出自と結びつけることを発想した。
また、他の生物と融合するというバルバロイの設定に基づき、特撮班監督助手の中野陽介により新怪獣アンギラス・ハウンドとそれを取り込んだバルバロスの形態の登場も提案されていた。
麻生の人物像を掘り下げており、両親が広島市への原子爆弾投下で死亡しており、戦争や核兵器から自国を守るために自衛隊に入隊したなどのバックボーンが描かれていた。また、登場人物の1人として尾形と恵美子の娘まゆ子が登場しており、両親の描写も存在した。
特撮班ではこのほかにも、中野による『スペースゴジラの逆襲』『ゴジラ大海戦』『ゴジラVS電脳都市』、西川による『ゴジラVSバラギラス』、吉田穣による『ゴジラVSカオス』などのプロットが作成されていた。

『ゴジラVSデストロイア』設定シナリオ
最初に製本された大森による脚本。提出は1995年3月4日、50ページ。
この設定シナリオでは、原子炉とミクロオキシゲンを開発した伊集院家を中心とした物語となっており、リトルゴジラはその原子炉によりゴジラジュニアとなるという展開であった。旧日本軍が原子炉を開発していたという設定は、映画『海底軍艦』のイメージがあり、以前に大森が参加していたが未制作に終わった『鉄人28号』のリメイク企画での設定から流用したものでもあったが、要素が多くなりすぎるためゴジラジュニアの誕生経緯はオミットされた。

『ゴジラVSデストロイア』検討稿
大森による初稿。1995年4月28日提出、92ページ。ストーリーの大筋は完成作品に近いが、沖縄沖でのGフォースによるゴジラへの攻撃や、ゴジラが伊方原発襲撃後に松山市へ上陸し伯方・大島大橋で未希と芽留が迎え撃つという展開などが存在した。幼体デストロイアが襲撃するのは東京港のフェリーターミナル、ゴジラが凍結されるのは伊豆半島沖、ジュニアとデストロイアの対決は品川駅、最終決戦は羽田空港であった。

『ゴジラVSデストロイア』準備稿
大森による次稿。1995年5月27日提出、103ページ。
本稿よりスーパーXIIIが登場する。館山沖でのジュニアと護衛艦隊との戦闘シーンも存在した。

『ゴジラVSデストロイア』決定稿
大森の準備稿をもとに監督の大河原孝夫が執筆した。1995年6月30日提出。
世界都市博覧会の中止を受けて、同会場を舞台としていたデストロイアと特殊部隊の交戦場所が変更された。

『ゴジラVSデストロイア』改訂台本
大河原が撮影と並行して決定稿を改訂した台本。
幼体デストロイアと特殊部隊の戦闘シーンやゆかりが襲われる描写などが詳細に書かれた。

### 配役
伊集院役の辰巳琢郎は、インテリジェンスのある俳優というイメージから起用された。辰巳は大森の監督作品『大失恋。』に出演しており、大森は第1作で芹沢博士を演じた平田昭彦の後継者にふさわしいとして辰巳を推薦した。
ゆかり役の石野陽子は、当時バラエティタレントのイメージが強かったが、石野の芝居を見る機会があった大河原はしっかりとした演技をしていると感じ、石野を推薦したという。
健吉役の林泰文は、映画『あした』の撮影が終了してスケジュール調整が可能であったため、大河原による要望で起用された。大森は、前年にSMAP主演の映画『シュート!』を監督していたことから、ジャニーズアイドルの起用をイメージしていたが、大河原はアイドル性よりも庶民性を意識したキャスティングであると述べている。
山根恵美子役は、第1作と同じく河内桃子が演じた。河内は本作品への出演依頼に驚いたが、脚本を読んで核廃絶がテーマとなっていることに共感し、出演を決めた。富山は、河内が出演しなければ成立しない作品であるため、早い段階で出演交渉を行ったと述べている。
黒木役は『ゴジラvsビオランテ』では高嶋政伸が演じており、本作品でも出演に意欲を見せていたがスケジュールの都合がつかず、『ゴジラvsメカゴジラ』で主人公・青木一馬役を演じていた実兄の政宏が演じている。そのため、劇中では黒木の名は出ず、曖昧な描写となっている。政宏が演じると決まったことを受け、青木一馬にしてはどうかとの声も上がっていたという。大森は、政伸が出演できなかったことは痛恨であったと述べている。
国友役は、当初細川俊之が演じていたが、クランクイン後に急病で途中降板し、篠田三郎に交代した。細川の出演カットを使用した特報も存在する。林によれば、国友が健吉の部屋を訪れるシーンは撮り終えていたため、篠田への交代後にセットを組み直して撮り直された。大河原は、厳しい状況であったが篠田が快く引き受けてくれたので撮り直しは6日間程度で済んだと語っている。
本作品では、シリーズで恒例のカメオ出演は行われなかった。

### 撮影
本編班の撮影は1995年7月19日にクランクイン、9月20日にクランクアップした。
シリーズ第1作『ゴジラ』へのオマージュとして、山根恭平博士の娘・山根恵美子やオキシジェン・デストロイヤーの再登場以外にも、オープニングが海上を走るカット、臨海副都心にデストロイアが出現した際に伊集院が警察官から「生命の保証はできませんので、お通しすることはできません!」と言われるシーンや、それぞれ怪獣への対応を注意する点が共通している。山根博士の書斎は第1作に登場したものを再現したセットであるが、当時の図面などは残っていなかったため、本編美術の鈴木儀雄が映像から間取りを想定して製作した。第1作で山根博士の書斎にも飾られていたステゴサウルスの骨格模型も、当時のスチールを参考として新規に製作されたものである。予告編では、第1作の映像をデジタル処理でカラー化したものが使われている部分がある。
平成VSシリーズでは初の海外ロケとなる香港でのロケが行われたが、ゴジラの登場シーンや人物は合成によるものである。プロデューサーの富山はゴジラの海外上陸展開に慎重な意見であったが、未制作企画『ミクロスーパーバトル ゴジラvsギガモス』（1991年）のころから海外上陸案を検討していた特技監督の川北はこれを押し切る形で実現させた。
東京湾海底トンネルの工事現場は、当時建設中であった青海トンネルで撮影が行われた。機材なども現地のものを使用しており、鈴木は一からデザインを起こす必要がなく比較的楽な作業だったと述懐している。
デストロイアの幼体群と人間の戦闘シーンは、本作品までのシリーズには見られなかったホラー映画のような恐怖映像に演出されており、特に戦闘シーンには『エイリアン2』や『ジュラシック・パーク』などの影響が散見される。山根ゆかりが幼体に襲われるシーンは脚本にはなく、監督の大河原がヒロインが危機に陥らずに物語が進行することに疑問を感じ追加したものである。人間とデストロイアの戦闘シーンは20日間かけて撮影され、そのうちゆかりのシーンは4日間であった。ロケはテレコムセンターで行われたが、すべての撮影をロケで消化することは時間的に難しいため、埋立地に2階建てのバラックを8棟建てて工事現場に見立て、その一部をセットにも持ち込んでいる。建物内のロケは、東京工科大学やニューステージ横浜など複数の建造物を用いている。未希と芽留が降り立つ埋立13号地のシーンは、豊洲の東京ガス豊洲工場跡地で撮影された。
陸上自衛隊の臨時司令部は、ロケ地の晴海客船ターミナルにセットを組んでいる。セットデザインは、同施設内の赤い配色をそのまま活かしている。
船上ディナーのシーンは、実際に東京湾クルーズを行っているレストラン船シンフォニー2で撮影された。辰巳によれば、船上のシーンでは風が強く、髪や食器を固定して撮影するなど苦労したという。大河原も風が強く難儀したと語っている。
天王洲アイルでの本編シーンは、東京モノレール天王洲アイル駅およびシーフォートスクエアで撮影された。駅の連絡通路内でも撮影は行われたがカットされ、一部は特報などに用いられた。
ヘリコプターのシーンでは、小高は舞台でフライングを経験していたこともあり高所恐怖症を克服しこれまでの撮影で一番快感であったと述懐しているが、大沢は初めてヘリに乗ったためパニック状態になってしまったといい、着地後に予定とは反対方向へ走ってしまいNGを出していた。
陸上自衛隊の実景への合成は特撮班ではなく本編班で行っており、デジタル技術の発達を象徴するものであったが、一方で本編班と特撮班との映像の違和感も増す結果となった。戦車や自衛隊員は陸上自衛隊富士学校で撮影した素材を約10倍に増やして広範囲に描写している。対戦車ヘリのみ3DCGで描写しており、ソニーPCLが制作した。大河原は、当時の自衛隊には配備されていなかったが、画面上に最新兵器を欲したため登場を要望したと述べている。
銀座の電光掲示板に表示される臨時ニュースは、広告料を支払って実際に表示している。
ラストシーンでは、主要登場人物が新ゴジラについて一言ずつ語るシーンが撮影されていたが、カットされた。

### 特撮
本作品のゴジラは、核エネルギーの暴走により身体のところどころが赤く光り輝き、蒸気を噴き出すという設定である。それを再現するに当たり、発光部分である胸、腹、左右の大腿部に電球を組み込んだポリ型が埋め込まれたほか、背ビレの部分にも多数の電球が組み込まれた。電球の数は860個におよび、スーツの中は以前よりもさらに高温となったほか、重量は100キログラムを越えた。さらに、蒸気の噴出のため炭酸ガスの噴射ギミックも仕掛けられた。スーツアクターの薩摩剣八郎によると、スーツ内の炭酸ガスの噴射ギミックによる酸欠で4回ほど卒倒したため、酸素ボンベを常時入れるようにしてもらったという。電飾が映えるようゴジラの登場場面はナイトシーンが多くなっている。操演助手の白石雅彦は、赤く光るゴジラの姿は死に装束のようであり、特撮現場はその死を間近に感じ緊張感に包まれていたと証言している。
海上シーンなどの特撮に用いられる東宝スタジオの大プールは、本年から規模が縮小された。特技監督の川北紘一は、面積が減った分、機材の仕込みなどはしやすくなったが、ダイナミックな広がりはなくなったと述懐している。一方、製作担当者の小島太郎は、面積が縮小された分、水道代も減ったため自身だけがホッとしていたと語っている。
特撮班は、6月18日から22日にかけての香港ロケでクランクインした。国内ロケでは、通常ロケハンで撮影場所を決め1か月後に撮影を行うが、香港ロケではロケハンを行いながらの撮影となった。川北は香港映画『北京原人の逆襲』（1977年）で特技監督助手を務めて以来、香港を度々訪れており、現地コーディネーターともつながりがあったことから、タイトなスケジュールながら撮影はスムーズに進んだ。逃げる群衆は、ロケではなく本編班がブルーバックで撮影したものを合成している。
7月3日および6日には、東京都内での実景ロケが行われた。
東宝スタジオでの撮影は、7月10日から12日にかけての大プールの撮影から行われた。昼間の撮影だけでなく、夜には香港でのナイトシーンも並行して撮影された。
7月13日・14日には、第10ステージでゴジラが香港を襲撃するシーンの撮影が行われた。ビルのミニチュアは、既存のものに香港風の電飾看板を加えている。美術助手の高橋勲は、当初はCGで描写する予定で、念のため看板だけ用意していたところ川北の要望によりミニチュアでの撮影になったと証言している。
7月15日に品川でのエキストラ撮影をはさみ、7月18日から20日の第9ステージ前にオープンセットを仮設し、デストロイア完全体の出現シーンが撮影された。品川で新幹線の横を群衆が逃げるシーンは川北のたっての希望により取り入れられ、小島は撮影交渉に5回赴き、最後は土下座までして撮影許可を取り付けた。エキストラ撮影では、400人の募集に1,000通以上の応募があったという。
7月21日から8月2日には、第9ステージでゴジラジュニアとデストロイア集合体が戦う天王洲アイルのシーンが撮影された。平成VSシリーズではミニチュアセットを50分の1サイズで製作することが普通だったが、このセットは怪獣の身長に合わせて25分の1サイズで製作された。
8月7日から10日には第10ステージでスーパーXIII格納庫の撮影、8月11日から18日には第2ステージで羽田空港のシーンが撮影された。
8月21日から9月11日にかけては、第9ステージでお台場でのクライマックスシーンが撮影された。ストーリーのテンポ感を重視し、また当時のお台場は建設途中の場所も多かったことから、従来の作品で描写していた俯瞰でのバトルエリア全体の紹介は割愛している。高橋は、公開時には完成予定の建物も撮影時は建設途中のものが多かったため、ロケハンに苦労した旨を語っている。デストロイアが自衛隊の攻撃でも倒れず、ゴジラと最後の死闘を繰り広げた末に倒された後、ゴジラも死んでいくというシーンも撮影されていた。有明フロンティアビルの倒壊シーンも撮影されていたがカットされたため、劇中では途中から高層棟部分がなくなっている。この撮影期間中、デストロイア集合体と完全体の1/3サイズモデルが盗難にあった。
9月12日・13日の大プールでの撮影を経て、14日から19日には、大プールでゴジラとスーパーXIIIが戦うシーンが撮影された。オープンセットでのナイトシーンであるため、撮影は夜間に行われ、スタッフは昼夜逆転となった。川北は後年のインタビューで自身でも無茶で稀なことをやったと述懐している。13日には、第10ステージで臨海副都心新交通システムの撮影も行われた。
9月21日から27日には、第9ステージでデストロイアが臨海副都心を襲撃するシーンの撮影が行われた。後方の幼体には、バンダイのソフトビニール人形が用いられた。
9月28日には、第9ステージでラストシーンの撮影が行われた。序盤のシミュレーション映像で炎上する東京を描写しているため、ゴジラのメルトダウンにより東京が壊滅する様子は描かず、ゴジラの死に様に対して観客が感情移入することを重視している。脚本ではゴジラジュニアが新たなゴジラに変化したことが明記されていたが、映像では曖昧な表現となった。
9月30日には、小プールでゴジラやゴジラジュニアの出現シーンが撮影された。その後、合成用カットや細かいシーンの撮影を経て10月5日午前にクランクアップした。
デジタル技術の向上により操演のピアノ線もデジタル処理で消すことができるようになっていたが、予算がかかってしまうため小島は現場で従来通りピアノ線を塗装で消させたと述べている。
オープニングでのオキシジェンデストロイヤーはCGで描写している。川北は、子供は置いてきぼりのマニア向けサービスであったと述べている。
エンディングの映像も特撮班が担当した。

### 音楽
前々作『ゴジラvsメカゴジラ』以来の参加となった伊福部昭は、依頼を受けた時点では前作と同様に断るつもりであったが、本作品がゴジラの死をテーマとし、第1作とも関わりが深かったことから本作品の音楽を引き受けた。『ゴジラvsキングギドラ』などでは伊福部の体力的な問題からあらかじめ用意した既存曲のテンポ違いを選曲段階であてはめることもあったが、本作品では全体を通して細かく秒数を合わせている。しかし、本作品は東京国際映画祭への出品がなかったものの特撮パートが遅れ、編集も度々変更していたためその都度音楽プロデューサーの岩瀬政雄が伊福部へ連絡を入れ、修正を行っていた。伊福部は、自身が映画音楽を始めて以来最も変更が多かったと述懐している。
技術面では、編集にPro Toolsが導入され、作業の効率化が図られた。伊福部は、録音としては新しい経験であったと述べている。
メインタイトルでは従来のゴジラのテーマを変化させており、前半をゴジラの主題、後半をデストロイアの主題とすることで、両者の対決をイメージしている。伊福部は、タイトルの映像がめまぐるしく変化するため、どこに音をあわせていいかわからず苦労した旨を語っている。
冒頭での香港のシーンでは、「ゴジラの恐怖」をベースに『ゴジラvsキングギドラ』での「ゴジラザウルスのテーマ」を思わせるフレーズを加え、弦楽器を外して重低音の金管楽器だけで奏でている。
デストロイアの主題は、十二音技法の旋律に調性を無視したハーモニーを入れている。形態の変化にあわせて曲の楽器編成も変えており、水族館のシーンでも主題を弱く取り入れ、最終形態では重低音楽器が加わっている。
ゴジラジュニアの主題は、『vsメカゴジラ』でのベビーゴジラの主題を踏襲している。新ゴジラが現れるラストシーンでは、伊福部は音楽も鳴き声もない方がいいと主張し、大河原の依頼で曲は用意していたものの、話し合いのすえ鳴き声のみを入れることとなった。
第1作『ゴジラ』の映像を用いた回想シーンでは、新たに作曲された「海底下のゴジラ」を用いている。
伊集院とゆかりの食事シーンではショパンのノクターンを流している。選曲は音楽プロデューサーの岩瀬政雄によるが、伊福部はこのシーンで既成曲を用いることによって恋愛要素が本作品の主軸ではないことを表していた。
スーパーXIIIの登場シーンでは、新たに「スーパーXIIIのテーマ」が作曲された。メーサー部隊の出撃シーンでは、『フランケンシュタインの怪獣 サンダ対ガイラ』（1966年）の「L作戦マーチ」が使用された。
ゴジラがメルトダウンするシーンでは、ゴジラの死を哀しむよりもヒューマニズムなどを表すことを重視して人間の声を入れており、後半は現実音をなくすことで観客に考える時間を与えることを意図している。
エンディングは、ゴジラのメインテーマにキングコングのテーマを加えることで、『SF交響ファンタジー』と同じ構成にしているが、最後はゴジラのメインテーマに戻している。最後はチューブラーベルの音を入れることで宗教的なイメージを意図していたが、ゴジラの鳴き声と重なってしまったためわかりにくくなったと述べている。

### 宣伝
プロモーションは大規模に行われたが、この作品の特徴として「本編や登場怪獣の詳細を極力伏せる」という徹底的なシークレット主義を貫いていた。コピーこそ「ゴジラ死す」であり、第1作のオキシジェン・デストロイヤーが深く関わる作品であることは初期段階から語られていたが、敵怪獣デストロイアの詳細や、ゴジラジュニアの登場は公開当日まで秘密となっており、「ゴジラがいかなる最期を遂げるか」については、出演者、スタッフら関係者全員に徹底した緘口令が敷かれていた。制作発表の段階でもバーニングゴジラの存在は明かされず、アトラクション用スーツを用いた通常のゴジラが代理を務めた。そのため、これまで行われていたテレビバラエティ番組『笑っていいとも!』での番宣も見送られたが、当時の日本では珍しい宣伝手法であったためワイドショーなどでシークレット戦略そのものが取り上げられることもあった。ジュニアを公表しなかった理由について富山は、ジュニアを強調することで「ゴジラの死」ではなく「世代交代」を描くものと受け取られることを避けるためであったと述べている。宣伝担当の大野浩は、シリーズがマンネリ化していたこともあり、露出を少なくすることで「ゴジラの死」を強調する狙いもあったと述べている。ただし、生頼範義によるポスターイラストではジュニアが描かれてしまっており、大野は「メルトダウンを起こすと大きくなる」という苦しい表現を余儀なくされたことを述懐している。
各劇場ではカウントダウンの看板が設けられ、新聞広告やテレビCMでも同様に行われたが、CMは最終的に500本近くになり費用が嵩んだという。
本作品の舞台である臨海副都心で1995年11月1日に開通したゆりかもめのオープン記念式典では、東京都からの要請によりゴジラが乗客第1号として参加した。
日本旅行とのタイアップイベントとして1995年12月24日に有明コロシアムにてゴジラ告別式が催された。同日には、東京都内のゴジラ縁の場所を巡ったあと告別式へ参加する「ゴジラ追悼ツアー」も開催され、参加者は喪服または喪章の着用が義務付けられた。
ゴジラ委員会委員長の堀内實三からの提案により、1995年12月3日、日比谷シャンテ合歓の広場前にゴジラ像が設置された。除幕式には、シリーズに縁のある宝田明と沢口靖子が出席した。

## 映像ソフト
- VHS 品番 TG4723S[227]
- LD
  - 3枚組豪華版は1996年8月1日に発売された[26]。
  - 単独版は1997年12月5日に発売された[26]。
- DVD
  - ジュエルケース版は2002年8月21日発売[228][26]。オーディオコメンタリーは川北紘一[228]。
  - 2005年4月22日発売の「GODZILLA FINAL BOX」に収録されている[229]。
  - 2008年5月23日発売のトールケース版「ゴジラ DVDコレクションV」に収録されており、単品版も同時発売[230]。
  - 2014年5月14日には「ゴジラ60周年記念版」として期間限定の廉価版が発売[231]。
  - 2016年6月15日、東宝DVD名作セレクション版発売[232]。
- Blu-rayディスクは2010年1月22日発売。
  - 2014年6月18日には「ゴジラ60周年記念版」として期間限定の廉価版が発売[233]。

## 漫画
- 別冊コロコロコミックスペシャル 1995年12月号掲載 作画：坂井孝行[234] てんとう虫コミックススペシャル全1巻[234]

ドラマパート（人間関係）は映画とは全く別の内容であり、黒木翔が主人公を務めており、青木一馬や結城晃が主要人物として登場している。
また、雑誌掲載時は映画公開前であったため情報解禁前のゴジラジュニアは登場せず、2体のデストロイアによる同士討ちという展開になっており、単行本化の際にジュニアとデストロイアの戦いに改められた。

## その他
- 本作品でのシリーズ終了を惜しまれ、1995年度第33回ゴールデン・アロー賞では「特別賞」を贈られた（受賞者は「ゴジラ」名義）。
- ゴジラシリーズとしては、『ゴジラvsモスラ』以来3年ぶりに携帯電話が劇中に登場している[237][72]。『vsモスラ』では上流階級を象徴する存在として扱われていたが、本作品では立場にかかわらず複数の人物が使用しており、現実の普及率の増加が反映されている[237]。
- 1998年7月4日には、『GODZILLA』の劇場公開に合わせてフジテレビ系の『ゴールデン洋画劇場』にて地上波初放送された[26]。香港や天王洲のシーンの一部などがカットされたが、エンドロールはフルサイズであった[26]。
- 2017年から2018年にかけて公開されたアニメ『GODZILLA』三部作でハルオ・サカキを演じた宮野真守は、子供のころに兄と共に見た本作品に衝撃を受け、「ゴジラ死す」のキャッチコピーが印象的だったとの旨をインタビューで明かしている[238]。

## 関連グッズ
ヒートアップゴジラ
温めると赤く変色するミニフィギュア。全15種。
入場者プレゼントとして配布されたほか、ガシャポン商品としても販売された。
一部は『ゴジラvsメカゴジラ』の入場者プレゼントであった「光るゴジラ！」と同じ型を使用している。
2014年12月、PlayStation 3用ゲームソフト『ゴジラ -GODZILLA-』の初回特典として復刻された。
劇場オリジナル バーニングゴジラ
バンダイから発売されていたソフビ人形「ゴジラシリーズ」の仕様変更品。クリアーオレンジの成型色の上に赤い塗装を施して燃えている様を表現している。
以降定番となる劇場限定ソフビの先駆けとなった。
2005年1月にバンダイより限定発売された「ゴジラ50周年メモリアルボックス」にて、縮小サイズで復刻された。